# Siège de Firuz Chapour
Campagne de Julien en Perse
Batailles
- Siège de Firuz Chapour
- Siège de Maiozamalcha
- Bataille de Ctésiphon
- Bataille de Maranga
- Bataille de Samarra

Le siège de Firuz Chapour, ou de Pirisabora en grec, est une bataille entre les forces romaines et la cité fortifiée de Firuz Chapour défendue par les Sassanides, lors de la campagne de Julien en Perse, en 363. 
Réfugiée dans l'acropole après d'intenses combats, la garnison finit par se rendre.

## Déroulement
La cité de Firuz Chapour revêt une importance symbolique : elle a été fondée par le roi des rois Chapour Ier, l'arrière-grand-père de Chapour II. Son nom signifie « Chapour le Victorieux » en persan en référence à ses victoires sur les Romains. Elle est fortifiée et dotée d'une solide citadelle, défendue par 2500 soldats. 
L'enceinte de la ville est constituée d'un double rempart. La citadelle, qui s'appuie sur le rempart Nord, est bien protégée par un canal et un fossé. Les murailles et les tours de la citadelle sont construites en brique cuites renforcées par de l'asphalte. Après l'échec des négociations menées par Hormizd, Julien vient ici encore reconnaître les lieux et dirige en personne le siège. La cité est encerclée et on installe balistes, qui lance des pierres, et scorpions sur des positions protégées pour éviter les tirs ou les sorties perses. Une seconde ligne de défense est formée par les Romains pour éviter une attaque extérieure. Les Perses font pleuvoir flèches et pierres sur les assiégeants. Les Romains profitent de la nuit pour combler le fossé et avancer des béliers qui font s'effondrer une tour. Aussitôt, soldats et habitants se réfugient dans la citadelle où le siège se poursuit. Julien donne l'assaut sur une porte en participant lui-même tortue. Les défenseurs parviennent briser l'assaut en leur lançant des pierres. La participation de Julien aux combats est symptomatiques de ses prises de risques qui finiront par lui coûter la vie. 
Ayant conscience qu'un siège trop long ne leur est pas favorable, les Romains construisent une hélépole, tour de siège sophistiquée en bois, protégée par de l'osier, du cuir et de la boue (pour la protéger du feu). Quand celle-ci fut achevée, Mamersides le commandant perse demande à négocier : soldats et habitants peuvent se retirer sans être inquiétés. La citadelle est pillée, les vivres et les armes sont prises et la ville est incendiée. 
Quelques jours plus tard, Romains et transfuges perses verront sur leur route les membres de la famille de Mamersides crucifiés par Suréna pour punir ce dernier et décourager d'autres trahisons.